# Simone Mosca

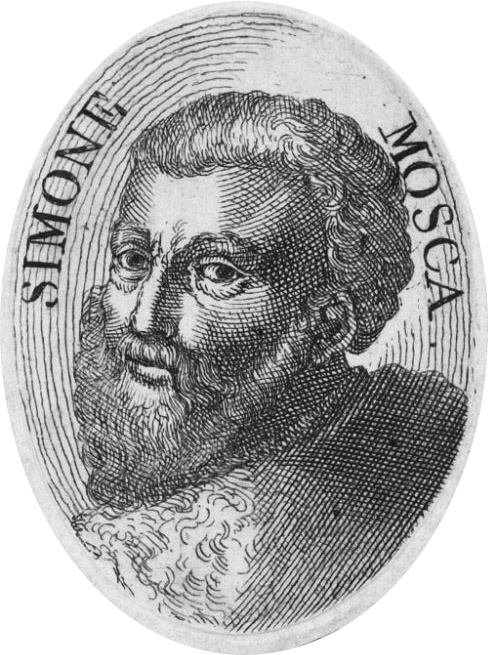
Simone Mosca (1492-1554). Le Vite di Giorgio Vasari - quinta parte

Simone Mosca (Fiesole, 1492 – Orvieto, aprile 1554) è stato uno scultore e architetto italiano del Rinascimento, che collaborò con Antonio da Sangallo. Fu particolarmente apprezzato per la ricchezza inventiva e la realizzazione dettagliata delle sue opere di decorazione realizzate in pietra.

## Biografia

### Origini e formazione
Simone Mosca nacque a San Martino a Terenzano, presso Settignano in provincia di Firenze, da Francesco di Simone delle Pecore, scalpellino di professione. Suo figlio Francesco, detto "il Moschino" (1531 circa-1578). fu anch'egli un apprezzatissimo scultore che collaborò col padre e per questo a volte vengono confusi.
Fin da piccolo Simone Mosca, crescendo accanto al padre scalpellino, dimostrò un'innata abilità nell'intagliare la pietra che affinò con lo studio assiduo e appassionato del disegno fintanto che lo stesso Antonio da Sangallo il Giovane, che lo aveva notato, lo volle con sé a Roma dove lo impiegò in diverse opere di intaglio per la basilica di San Giovanni dei fiorentini e del palazzo del cardinale Alessandro Farnese.

### A Roma
A Roma ebbe modo di studiare l'architettura e l'arte antica da cui trasse ispirazione per elaborare uno stile decorativo caratterizzato dal virtuosismo dell'intaglio e dalla morbidezza delle linee che fu molto apprezzato.

### Firenze
Oltre che a Roma, Simone Mosca ebbe modo di lavorare anche a Firenze, più per causa di forza maggiore che per sua scelta, adattandosi a eseguire anche modeste commesse ma senza mai abbassare l'alto livello della sua produzione artistica a cui teneva molto più per amore dell'arte che per sete di guadagno. Recatosi da Roma a Firenze, una estate, per un breve soggiorno, non potendo più rientrare a Roma messa a sacco dai lanzichenecchi in quel tempo, si adattò a Firenze a diversi lavori di intaglio che furono da lui stesso eseguiti con tale maestria e spreco di fantasia da indurre Pietro di Subisso, scalpellino e capomastro, a portarlo con sé ad Arezzo dove stava completando la decorazione di una casa di notabili del luogo.

### Arezzo
Simone Mosca, senz'altro anche spinto dalla necessità di provvedere alla famiglia che intanto aveva messo su a Firenze, accettò il modesto lavoro che eseguì però con tale maestria da lasciare come al solito tutti stupefatti. Nel frattempo eseguì molti disegni di piante di edifici e di dettagli architettonici come finestre, porte, architravi, ecc. sempre per conto di Pietro di Subisso che di suo era un semplice scalpellino e capomastro. Antonio da Sangallo, suo primo maestro, di passaggio per Arezzo, proveniente da Parma, e diretto a Loreto per finire l'opera lasciata incompiuta da Andrea Sansovino, la cappella della Madonna, lo convinse a seguirlo di nuovo affidandogli non solo la parte decorativa ma anche quella progettuale dei lavori che vedevano coinvolte molte maestranze qualificate. I lavori eseguiti dal Mosca a Loreto suscitarono come al solito tale ammirazione che la sua eco richiamò sul luogo molti visitatori.

### Orvieto
Con l'avvento al soglio pontificio di Paolo III il Sangallo ebbe da questi, diversi incarichi, che a sua volta affidò a Simone Mosca il quale a Orvieto sistemò, per espressa volontà di quel Papa, il pozzo di Orvieto tanto bene che gli furono affidati i lavori nel Duomo di Orvieto e una tale remunerazione - "duecento schudi d'oro annui" - che lo indusse a trasferire anche la famiglia a Orvieto dove ebbe modo di mettersi in luce anche come architetto progettando numerose case e palazzi. Francesco, detto il "Moschino", quindicenne figliolo di Simone, di ingegno vivace e precoce, cresciuto anch'egli alla scuola del padre, si mise in luce scolpendo alcuni angeli di marmo per il Duomo di Orvieto.

### Fortezza di Perugia e Palazzo del Drago a Bolsena
Nel tempo in cui Simone Mosca risiedeva a Orvieto, eseguì sempre per volontà di papa Paolo III dei lavori di decorazione nella fortezza di Perugia e nel castello di Bolsena, oggi Palazzo del Drago, ristrutturò e decorò gli appartamenti del castellano, il futuro cardinale Tiberio Crispo, arricchendola di una "bellissima salita di scale e di molti ornamenti di pietra". Quando poco tempo dopo Tiberio Crispo fu nominato castellano di Castel Sant'Angelo in Roma affidò a Simone Mosca la ristrutturazione e la decorazione di quegli appartamenti. Una volta ultimati questi lavori Simone tornò a Orvieto per finire i lavori nel Duomo di quella città.

### Ritorno a Roma
Quando nel 1550 salì al soglio pontificio Giulio III il Mosca volle tentare la fortuna a Roma dove era aperto il grande cantiere della fabbrica di San Pietro, forse più che altro vi si recò per aiutare il marito della figlia. A Roma Simone Mosca conobbe il Vasari che apprezzando la sua arte e avendo avuto l'incarico dal Papa di eseguire in San Pietro in Montorio il monumento funebre dell'appena defunto suo zio, il vecchio cardinale Del Monte, gli affidò dei lavori di intaglio come solo lui era capace di fare in tutta Roma. Sennonché il Papa dopo aver visto alcuni modelli preparati dal Vasari stesso, affidò questo incaricò a Michelangelo che non ne volle sapere di "intagli" attorno alle sue statue bastando a esse l'arte sua.

### Morte a Orvieto
Così il Mosca se ne tornò a Orvieto dove continuò la sua opera nel Duomo coadiuvato dal figlio Francesco. Su commissione del vescovo di Viterbo fece un'opera di intaglio in quattro pezzi, oggi perduti, che fu mandata in Francia in dono al cardinale di Lorena che la tenne come cosa rarissima e meravigliosa. Ma ormai il clima artistico era completamente cambiato e morti erano anche i suoi antichi protettori. Nell'aprile del 1554, all'età di 62 anni, Simone Mosca si spense a Orvieto e venne sepolto nel Duomo di quella città che aveva contribuito ad abbellire. 
Di lui scrisse il Vasari mettendo più l'accento sulla sua opera di scultore che di architetto: "Dagli scultori antichi greci e romani in qua, niuno intagliatore moderno ha paragonato l'opere belle e difficili che essi feciono nelle base, capitegli, fregiature, cornici, festoni, trofei, maschere, candellieri, uccelli, grottesche o altro corniciame intagliato, salvo che Simone Mosca da Settignano, il quale ne' tempi nostri ha operato in questa sorte di lavori talmente, che egli ha fatto conoscere con l'ingegno e virtù sua che la diligenza, e studio degl'intagliatori moderni, stati innanzi a lui, non aveva insino a lui saputo imitare il buono dei detti antichi, né preso il buon modo negl'intagli." Roma ha dedicato una strada a questo artista del Rinascimento nel quartiere Primavalle.

## Opere
Ad Arezzo
- Casa degli eredi di Pellegrino da Fossombrone - camino, ricco di finissimi intagli (ora al Museo Statale d'Arte Medioevale e Moderna di Arezzo) e acquaio in pietra (ora al Metropolitan Museum di New York)
- Palazzo dei Priori - sulla cantonata arme di Clemente VII – opera perduta
- Cappella di macigno per la Badia benedettina delle Sante Flora e Lucilla - opera modificata ma ancora visibile in quella chiesa
- Finestre sulla facciata di Casa Serragli in via di Pellicceria (tuttora ben visibili)

A Firenze
- Piedistallo per una statua di Orfeo di Baccio Bandinelli (con Benedetto da Rovezzano) - Palazzo Medici-Riccardi

A Loreto
- Putti rotondi sui frontespizi delle porte, festoni di marmo

A Roma
citate dal Vasari ma non accertate
- San Giovanni dei Fiorentini - capitelli, fregi, basi di colonne
- Palazzo Farnese - alcuni lavori per il palazzo del cardinale Alessandro Farnese

opere accertate
- San Giovanni in strada Giulia - alcune armi negli specchi della base della chiesa
- San Pietro in vincoli - fontana del chiostro, sponde con mascheroni
- Nuova sede dell'Arciconfraternita della pietà
- Santa Maria della Pace - cappella Cesis pilastri, zoccoli, fregi, base dell'altare
- Arme di Paolo III riadattamento di quelle di Clemente VII